# Jean-Paul Belmondo
Pour les articles homonymes, voir Belmondo.
Jean-Paul Belmondo est un acteur français, né le 9 avril 1933 à Neuilly-sur-Seine (Hauts-de-Seine) et mort le 6 septembre 2021 à Paris 7e. Il a été également cascadeur, producteur de cinéma et directeur de théâtre.
Au début de sa carrière, le comédien fait partie de la bande du Conservatoire. Alternant dans les premières années de sa carrière des films populaires et de cinéma d'art et d'essai avant de pencher nettement pour la première catégorie, sa gouaille de titi parisien et ses cascades sans doublure contribuent à en faire rapidement l'une des plus grandes vedettes du cinéma français. Entre 1969 et 1982, il a joué à quatre reprises dans le film le plus vu de l'année en France : Le Cerveau (1969), Peur sur la ville (1975), L'Animal (1977), L'As des as (1982), égalant le record de Fernandel, mais pas celui de Louis de Funès.
Il a tourné sous la direction de grands réalisateurs français, tels Alain Resnais, Louis Malle, Philippe de Broca, Henri Verneuil, Jean-Luc Godard, Claude Chabrol, François Truffaut, Claude Sautet, Jean-Pierre Melville, Claude Lelouch, Jean-Paul Rappeneau, Georges Lautner, Gérard Oury, Claude Zidi, Jacques Deray ou encore Alexandre Arcady, ainsi qu'avec quelques réalisateurs étrangers comme Vittorio De Sica, Mauro Bolognini ou Peter Brook. Un grand nombre de ses films sont devenus des classiques du cinéma français, comme À bout de souffle (1960), Léon Morin, prêtre (1961), Un singe en hiver (1962), L'Homme de Rio (1964), Cent Mille Dollars au soleil (1964), Pierrot le Fou (1965), Borsalino (1970), Le Casse (1971), Le Magnifique (1973) ou Le Professionnel (1981).
À partir du milieu des années 1980, ses films attirent moins de spectateurs, tandis que la critique ne l'épargne pas. Il est moins présent au cinéma mais obtient cependant en 1989 le César du meilleur acteur pour son rôle dans Itinéraire d'un enfant gâté, distinction qu'il ne vient pas chercher. Il se consacre surtout au théâtre et acquiert en 1991 le théâtre des Variétés qu'il revend en 2004. Au début des années 2000, un accident de santé le contraint à se retirer du cinéma et des planches, si l'on excepte le film Un homme et son chien sorti en 2008. Pour l'ensemble de sa carrière, il reçoit une Palme d'honneur au cours du Festival de Cannes 2011 puis un hommage lors de la cérémonie des Césars de 2017.

## Biographie

### Origines et formation
Jean Paul Charles Belmondo,, naît à Neuilly-sur-Seine. Il est le deuxième des trois enfants de Paul Belmondo (1898-1982), sculpteur français de renom d'origine piémontaise et sicilienne, né à Sidi M'Hamed (ex-Mustapha, devenu en 1904 un quartier d'Alger), et de Madeleine Rainaud-Richard (1901-1997), une artiste-peintre qui a rencontré son futur mari sur le banc de l'École nationale supérieure des beaux-arts de Paris.
Jean-Paul Belmondo vit ses premières années à la villa Saint-Jacques à Paris, puis en 1938, sa famille emménage au 4, rue Victor-Considérant, car son père a son atelier dans d'anciennes écuries au 77, avenue Denfert-Rochereau. Jeune homme, il a longtemps occupé un deux-pièces dans le même immeuble. Durant l'enfance de Jean-Paul Belmondo, la famille connaît quelques privations, Paul Belmondo ayant du mal à vivre de son art pendant la Seconde Guerre mondiale et l'occupation allemande.
Inscrit dans les meilleures écoles de la bourgeoisie parisienne (école paroissiale de la rue Henri-Barbusse, École alsacienne, d'où il est rapidement renvoyé, école Pascal, lycées Louis-le-Grand, Henri-IV et Montaigne), Jean-Paul Belmondo, peu enclin aux études, est un élève indiscipliné. Il découvre très jeune le plaisir du sport, le cyclisme, le football (au lycée, il est gardien de but), puis la boxe, qu'il va longtemps pratiquer en amateur, et brièvement en professionnel durant son adolescence avec quatre victoires, quatre défaites et un match nul pour l'Avia Club Boxe d'Issy-les-Moulineaux,. De cette passion pour la boxe il déclare : « À 15 ans, après avoir écouté à la radio la victoire de Marcel Cerdan sur Tony Zale, je n’avais qu’une idée : faire de la boxe. Mais, pour boxer, il faut avoir faim et avoir la haine. Ce n’était pas mon cas ». En 1948, il admire Les Femmes savantes dans une nouvelle présentation qui marquait les débuts de Denise Gence dans la Maison de Molière. À seize ans, il est atteint d'une primo-infection de la tuberculose et ses parents l'envoient dans le Cantal à Allanche. Dans le calme et l'air vivifiant, le jeune homme décide de devenir comédien.
De retour d'Auvergne, malgré un avis défavorable du sociétaire de la Comédie-Française André Brunot, il suit les cours de Raymond Girard et débute au théâtre en 1950 en interprétant La Belle au Bois Dormant dans les hôpitaux de la ville de Paris. Pendant six mois, Raymond Girard va l'aider à préparer le concours du Conservatoire national supérieur d'art dramatique, où il est recalé, mais admis en tant qu'auditeur libre en 1951. En janvier 1952, il repasse l'examen d'entrée mais échoue de nouveau. C'est seulement en octobre 1952 qu'il est enfin admis. Pierre Dux dont il est l'élève déclare un jour, « qu'avec la tête qu'il a, il ne pourrait jamais prendre une femme dans ses bras, car cela ne serait pas crédible ». Ce professeur du Conservatoire lui prédit un abonnement aux seconds rôles. Jean-Paul Belmondo y reste quatre ans et y rencontre notamment la « bande du Conservatoire » : il se lie d'amitié avec Jean Rochefort, Jean-Pierre Marielle, Bruno Cremer, Pierre Vernier et Michel Beaune. Il participe également à des spectacles théâtraux sous la direction de Michel Galabru. Avec Guy Bedos, il se livre sur la place du village ou aux terrasses de café à des numéros de cabaret en jouant des sketchs de Pierre Dac et Francis Blanche. En 1953, il fait la connaissance d'Élodie Constant, danseuse sous le nom de « Renée Constant », qui devient sa compagne. Le couple mène une vie « de bohème », ce qui n'empêche pas les deux jeunes gens d'avoir une fille, Patricia, née le 3 septembre de la même année (morte le 31 octobre 1993, à 40 ans, dans un incendie).
Les professeurs de Jean-Paul Belmondo continuent de ne pas tenir son talent en haute estime. En 1956, lors du concours de sortie du Conservatoire, il interprète une scène de la pièce Amour et Piano de Georges Feydeau : le public l'acclame, mais le jury présidé par Marcel Achard lui fait payer sa désinvolture et lui décerne un simple accessit, lui interdisant ainsi l'entrée à la Comédie-Française. Les camarades de Belmondo le portent en triomphe pour le soutenir, tandis qu'il adresse un bras d'honneur aux jurés. L'acteur et enseignant au Conservatoire Henri Rollan lui dit alors : « Le professeur ne t'approuve pas, mais l'homme te dit bravo ».

### Débuts (1953-1959)
En 1953, Jean-Paul Belmondo fait ses vrais débuts sur les planches dans deux pièces au Théâtre de l'Atelier, Médée de Jean Anouilh et Zamore de Georges Neveux dans des mises en scène d'André Barsacq. Le jeune acteur se réjouit de jouer dans une pièce d'Anouilh, pour laquelle il est par ailleurs crédité sous le nom de Jean-Paul Belmondo : mais la tragédie s'avère un échec public, ce qui conduira Belmondo à déclarer « Médée est le premier bide de Jean Anouilh, et je joue dedans ! »
En 1956, Belmondo joue dans le film Les Copains du dimanche, une commande de la CGT qui met en scène un groupe de jeunes aviateurs. Il y croise plusieurs jeunes vedettes en devenir dont le jeune Michel Piccoli. Mais le film n'aura pas de sortie nationale sous la pression du syndicat des producteurs et ne sera montré que de façon confidentielle au printemps 1957 à Paris, puis les années suivantes gratuitement dans différents comités d'entreprise. Déçu du sort réservé au film, d'autant plus qu'il était convenu qu'il ne serait payé qu'au pourcentage des recettes en salles, il retourne sur les planches, où il interprète des pièces de Feydeau et de George Bernard Shaw. Sa carrière cinématographique débute vraiment avec un petit rôle, dans Sois belle et tais-toi, réalisé en 1958 par Marc Allégret : Belmondo y croise Alain Delon, également débutant. La même année, il est envisagé pour tenir l'un des rôles principaux du film Les Tricheurs après que Marcel Carné l'a remarqué dans Les Copains du dimanche. Carné hésite cependant entre lui et Laurent Terzieff pour le rôle du protagoniste. Après une longue indécision, Carné finit par choisir Terzieff, qu'il juge plus crédible pour un rôle d'intellectuel : il embauche cependant Belmondo pour tenir le rôle de l'un des acolytes du personnage de Terzieff, ce qui permet au jeune comédien d'apparaître régulièrement tout au long du film, et d'améliorer sa situation financière en touchant un bon cachet.
Belmondo retrouve ensuite Marc Allégret pour les besoins du film Un drôle de dimanche, avec Bourvil et Danielle Darrieux. Jean-Luc Godard, alors critique aux Cahiers du cinéma, juge le film exécrable, mais loue le talent de Belmondo en qui il voit « le Michel Simon et le Jules Berry de demain ». Belmondo ne cache pas l'influence de Jules Berry dans son attitude et son jeu d'acteur. Godard l'embauche ensuite pour jouer dans son court métrage Charlotte et son jules : Belmondo inaugure ainsi une période de collaboration au mouvement dit de la Nouvelle Vague. Toujours en 1958, Belmondo est rappelé sous les drapeaux pour servir lors de la guerre d'Algérie, ce qui l'oblige à abandonner les représentations d'Oscar et l'empêche de post-synchroniser Charlotte et son jules, qui sort avec la voix de Godard. Une fois démobilisé, il revient en France métropolitaine et se remet en quête de rôles, tout en décidant de se marier.
Belmondo tient l'année suivante son premier rôle important dans À double tour, de Claude Chabrol. Le film connaîtra une carrière commerciale moyenne. Belmondo enchaîne avec un autre film de la Nouvelle Vague, À bout de souffle, de Jean-Luc Godard, qu'il considère comme moins important que celui de Chabrol. Enthousiasmé par les conditions de travail avec Godard - les dialogues sont quelquefois improvisés -, il tourne ensuite Classe tous risques, film policier réalisé par Claude Sautet, dont il partage la vedette avec Lino Ventura.
Avant même la sortie des films de Godard et Sautet, Belmondo achève la décennie en interprétant le rôle de d'Artagnan dans Les Trois Mousquetaires, dramatique télévisée réalisée par Claude Barma, tournée et diffusée en direct pour Noël 1959. Bien qu'en retirant un surcroît de notoriété, il n'apprécie guère ce premier tournage télévisuel, du fait des cadences imposées aux comédiens par les conditions du direct.

### Révélation et vedettariat (1960-1970)

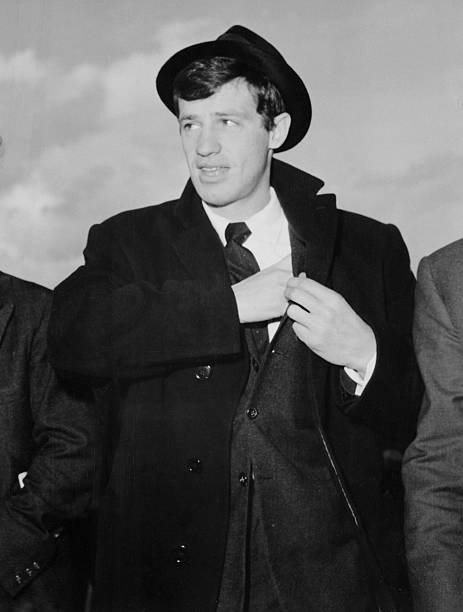
Jean-Paul Belmondo à Rome en 1962.

1960 est l'année de la révélation pour Jean-Paul Belmondo : À bout de souffle sort en mars et remporte un triomphe public et critique, s'imposant comme l'un des films-phares de la Nouvelle Vague. Quant à Jean-Paul Belmondo, il a enfin surmonté les réticences que les tournages de cinéma lui inspiraient en tant que jeune acteur de théâtre. Le mois suivant sort Classe tous risques : si le film de Sautet, sorti peu après celui de Godard, est éclipsé par ce dernier, il bénéficiera ensuite de multiples rediffusions télévisées. Très actif au cours des années 1960, durant lesquelles il tourne 34 films, Jean-Paul Belmondo devient une figure de premier plan du cinéma français, et s'affirme rapidement comme un interprète aux multiples facettes, capable de tenir des rôles variés sous la direction des plus grands réalisateurs : il se distingue également comme un acteur très physique, appréciant de tourner sans doublure des scènes mouvementées.
Peu avant la sortie des films de Godard et Sautet, il tourne Moderato cantabile, réalisé par Peter Brook d'après Marguerite Duras, film médiocrement accueilli malgré sa sélection au festival de Cannes 1960. Une fois révélé, il tourne dans plusieurs films italiens, dont La Viaccia, de Mauro Bolognini, avec Claudia Cardinale, et La ciociara, de Vittorio De Sica, avec Sophia Loren. Il retrouve ensuite Jean-Luc Godard pour Une femme est une femme, avant de tourner Léon Morin, prêtre sous la direction de Jean-Pierre Melville, film accueilli tièdement par le public et la critique. Après un second film avec Melville, le polar Le Doulos, Jean-Paul Belmondo s'impose en héros d'aventures avec un film de cape et d'épée réalisé par Philippe de Broca : Cartouche est un triomphe en salles, dépassant les trois millions d'entrées.

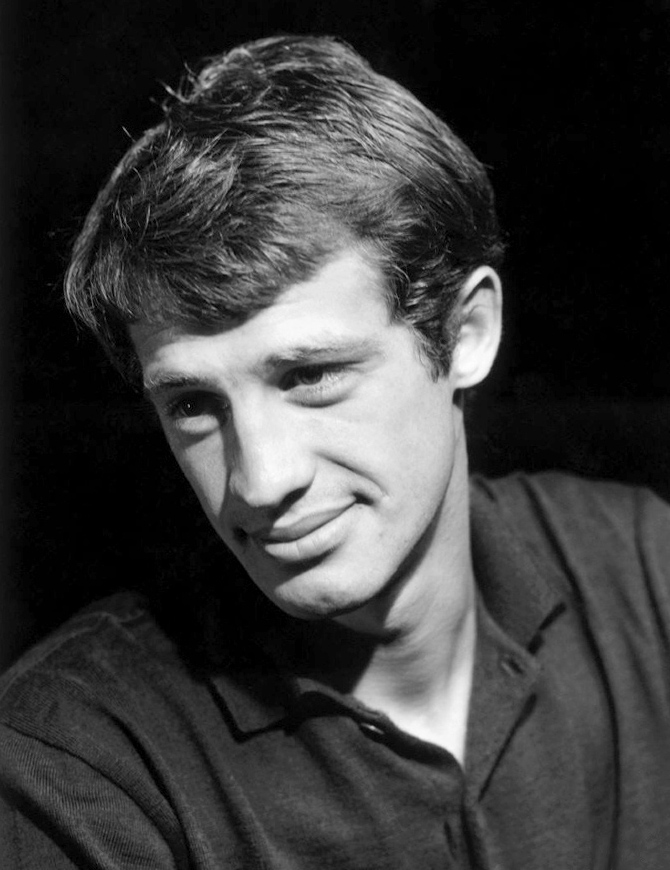
Le jeune acteur en 1965 (Studio Harcourt).

Puis, il joue dans Un singe en hiver réalisé par Henri Verneuil d'après le roman d'Antoine Blondin, et dont il partage l'affiche avec Jean Gabin. Très impressionné à l'idée de côtoyer Gabin, Belmondo s'entend finalement à merveille avec son partenaire après avoir eu des moments où Gabin boudait sans parler ni même lui adresser la parole. La fraternité tardive (ils ne se parlaient guère au début du tournage) entre les deux acteurs se retrouve chez les personnages du film, le dialogue de Michel Audiard faisant dire à Gabin, à l'adresse de Belmondo : « Môme, t'es mes vingt ans ! » Si le film obtient un succès commercial inférieur à celui escompté, il est apprécié de Blondin, et Audiard le considère à l'époque comme sa plus belle réussite. Un singe en hiver montre en outre un Belmondo capable de tenir tête à l'écran à un grand comédien de la génération précédente. Après plusieurs autres films — parmi lesquels L'Aîné des Ferchaux de Jean-Pierre Melville, d'après Georges Simenon — il retrouve Philippe de Broca pour les besoins de L'Homme de Rio, film d'aventures au rythme endiablé qui lui convient très bien, dont il partage la vedette avec Françoise Dorléac (sœur de Catherine Deneuve). Sorti en février 1964, L'Homme de Rio est pour Belmondo un nouveau triomphe commercial, approchant les cinq millions d'entrées en France. Ce mariage d'humour et d'action allie de surcroît succès critique et public. Le 5 novembre 1963, Jean-Paul Belmondo est par ailleurs élu secrétaire général du Syndicat français des acteurs.

Jean-Paul Belmondo lors du tournage de L'Homme de Rio.

Les succès s'enchaînent, allant du film d'aventures (Cent mille dollars au soleil, d'Henri Verneuil) au film dramatique (Week-end à Zuydcoote, du même réalisateur). Il retrouve ensuite Philippe de Broca pour Les Tribulations d'un Chinois en Chine, comédie d'aventures à grand spectacle : sur le tournage, il rencontre et tombe amoureux de sa partenaire Ursula Andress ; son épouse demandera le divorce l'année suivante et la presse internationale rend abondamment compte de la liaison entre les deux acteurs ; ils vivent alors dans une maison située sur l'île des Corbeaux, le long de la Marne. Puis il joue aux côtés d'Anna Karina dans Pierrot le Fou (1965), qui marque l'apogée de sa collaboration avec Jean-Luc Godard, et remporte un succès à la fois critique et public. Jean-Paul Belmondo envisage à l'époque, poussé par Ursula Andress, de tenter l'aventure du cinéma américain, ils y vivent pendant 6 mois, mais y renonce finalement, ne se sentant pas à l'aise à Hollywood. Il alterne les œuvres de pur divertissement, comme Le Cerveau, de Gérard Oury, et les films plus sombres comme La Sirène du Mississipi, de François Truffaut : ce dernier film, sorti en juin 1969, est médiocrement accueilli par un public sans doute déçu de ne pas retrouver l'image de héros positif et désinvolte qui a tant fait pour le succès de l'acteur au cinéma. Jean-Paul Belmondo achève la décennie en donnant la réplique à Annie Girardot dans Un homme qui me plaît, film de Claude Lelouch, qui ne rencontre pas son public.

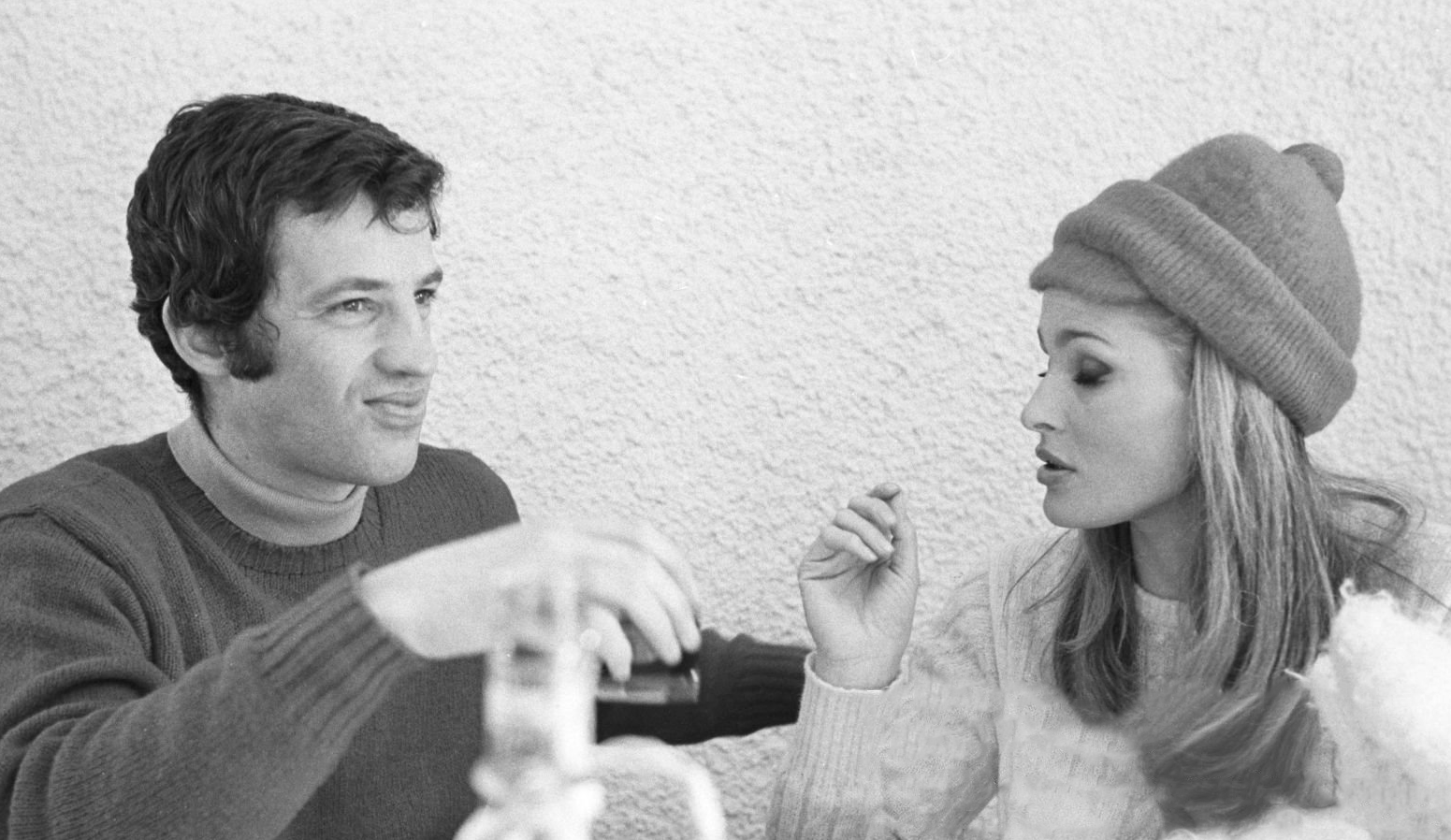
L'acteur en 1967 avec Ursula Andress, en Italie.

Il acquiert le surnom de « Bebel », en lien avec le personnage « Pepel » joué par Jean Gabin dans le film Les Bas-fonds (1936) de Jean Renoir. Belmondo considérant que c'était un des plus beaux rôles du cinéma, son ami Hubert Deschamps s'amuse à l'affubler de ce surnom. À la suite d'une faute de frappe, Pepel est devenu Bebel, et le surnom est resté.
Adhérent au SFA-CGT, le syndicat français des acteurs, il en est le secrétaire général de 1963 à 1966, succédant ainsi à Gérard Philipe et Michel Etcheverry.

### Apogée du succès (1970-1985)

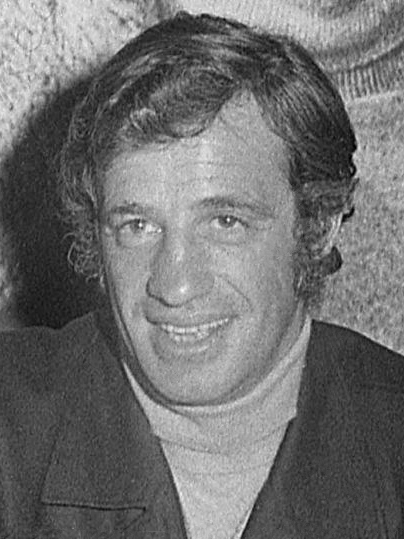
Jean-Paul Belmondo en septembre 1971, peu après la sortie du film Le Casse.

Jean-Paul Belmondo entame la décennie 1970 avec Borsalino, film policier réalisé par Jacques Deray, dans lequel il partage la vedette avec son rival au box-office, Alain Delon. Le film remporte un triomphe commercial, approchant les cinq millions d'entrées. La collaboration Delon-Belmondo est cependant ternie par un procès opposant les deux acteurs à la sortie du film, Delon, producteur du film, ayant contrevenu aux modalités prévues en faisant figurer son nom deux fois sur l'affiche (comme producteur et comme acteur). Belmondo obtient finalement gain de cause.
En 1971, l'acteur fonde une maison de production, Cerito Films, dans le but de gérer plus efficacement sa carrière et de s'investir dans ses films de manière plus personnelle.
Durant les années 1970, Jean-Paul Belmondo tourne à un rythme soutenu, enchaînant les succès publics sous la direction de metteurs en scène comme Philippe de Broca, Henri Verneuil, Claude Chabrol ou José Giovanni : Les Mariés de l'an II, Le Casse, Docteur Popaul, La Scoumoune, Le Magnifique. En 1972, il commence une histoire d'amour avec l'actrice italienne Laura Antonelli.
En 1974, Belmondo connaît cependant une déception (en tant que producteur et acteur) avec Stavisky d'Alain Resnais : si le film, contrairement à ce qui a pu être dit, n'est pas un four commercial, il remporte un succès bien moindre que celui auquel l'acteur est habitué. Belmondo, qui apprécie Stavisky, vit de surcroît très mal l'accueil médiocre réservé au film et à son réalisateur lors du festival de Cannes 1974. Dans les années suivantes, l'acteur préfèrera s'en remettre à des cinéastes plus « commerciaux », ce qui suscite de nombreuses critiques qui le peinent bien qu'il s'en défende. Stavisky est souvent considéré comme ayant nettement modifié la carrière de Jean-Paul Belmondo, qui s'oriente désormais presque exclusivement vers le cinéma de divertissement.
En 1975, Jean-Paul Belmondo remporte un très gros succès avec Peur sur la ville d'Henri Verneuil, dans lequel il exécute des cascades dangereuses et risquées, dont une scène où il apparaît suspendu à un hélicoptère au-dessus du vide. Belmondo retire du tournage quelques blessures, qui ajoutent à sa réputation. Si le succès public est plus que jamais au rendez-vous, son succès critique commence à décroître : il déclarera plus tard, « Pour l'intelligentsia parisienne, j'étais devenu un cascadeur, je ne savais plus jouer la comédie ». Belmondo enchaîne polars, films d'aventures, comédies : L'Incorrigible de Philippe de Broca, dans lequel il s'amuse à camper un « anti-Superman, l'anti-séducteur traditionnel, plutôt un grand gosse plus ou moins honnête », L'Alpagueur de Philippe Labro, Le Corps de mon ennemi d'Henri Verneuil, L'Animal de Claude Zidi, où il tient un double rôle. À la même époque, un projet de nouvelle collaboration avec Jean-Luc Godard — une adaptation du livre L'Instinct de mort de Jacques Mesrine — tourne court, et une polémique par voie de presse oppose ensuite l'acteur et le cinéaste.
En 1980, il rencontre une exilée brésilienne de vingt ans, Carlos Sotto Mayor, fille d'un banquier. La relation houleuse avec cette comédienne et chanteuse dure six ans.

Le virage commercial de l'acteur est symbolisé par les affiches où son nom seul apparaît en haut, écrit en grosses lettres capitales, toujours avec les mêmes caractères, tel une marque, à partir de Peur sur la ville.

Entre 1978 et 1983, la carrière de Jean-Paul Belmondo connaît son apogée commercial, chacun des films de l'acteur s'avérant un succès public auquel sa gouaille de titi parisien et ses cascades sans doublure ne sont pas étrangers. Il enchaîne trois films réalisés par Georges Lautner : Flic ou Voyou, qui dépasse, pour la première fois dans la carrière de Belmondo, le million d'entrées sur Paris-périphérie, Le Guignolo, dans lequel il réédite sa cascade en hélicoptère, et Le Professionnel, ce dernier film dépassant les cinq millions d'entrées en France. En 1982, il dépasse encore le score du Professionnel avec L'As des as, réalisé par Gérard Oury, qui triomphe commercialement malgré des rapports de plus en plus tendus avec la critique, à laquelle Belmondo n'a pas souhaité montrer le film.
L'année suivante, Le Marginal, polar réalisé par Jacques Deray, est un nouveau triomphe commercial. Mais en 1984, Les Morfalous d'Henri Verneuil, tout en remportant un score très enviable, perd un million de spectateurs par rapport aux précédents succès de Belmondo. Les films de l'acteur font désormais l'objet de critiques sur leur caractère répétitif. Ce trait se ressent en particulier sur la publicité de ses films policiers, de plus en plus centrée sur un Belmondo qui, unique point de mire, affecte sur de nombreuses affiches une pose de justicier, ou de « superflic », immuable. Belmondo décide alors d'infléchir son image en revenant à la comédie pure, dans Joyeuses Pâques, réalisé par Georges Lautner d'après la pièce de théâtre de Jean Poiret. Tout en souhaitant se renouveler au cinéma, Belmondo manifeste également ainsi son envie de remonter sur les planches.
En 1985, Jean-Paul Belmondo tourne Hold-up, comédie policière d'Alexandre Arcady. Sur le tournage de ce film qui dépassera les deux millions d'entrées, il se blesse sérieusement en exécutant une cascade, n'ayant pas voulu être doublé. À cinquante-deux ans, le temps des films d'action semble révolu pour lui.

### Retour réussi au théâtre (1985-2001)
En 1987, Le Solitaire, film policier réalisé par Jacques Deray, est un échec commercial selon les critères habituels de Belmondo. C'est en effet la première fois, depuis 1963, qu'un film dont il tient la vedette attire moins d'un million de spectateurs dans les salles. L'acteur déclarera plus tard : « Le Solitaire a été le polar de trop. J'en avais marre et le public aussi. »
La même année, Robert Hossein lui propose de remonter sur scène. Belmondo saisit l'occasion et, près de trente ans après avoir quitté les planches, interprète Kean de Jean-Paul Sartre d'après Alexandre Dumas, au Théâtre Marigny, de février à juin 1987, reprenant ensuite la pièce en septembre pour une prolongation de deux mois et demi. Enthousiasmé par ce succès, Jean-Paul Belmondo se dit ravi d'avoir retrouvé sa vocation d'origine.
Il crée le prix Paul-Belmondo qui prime un sculpteur contemporain pour la qualité de son œuvre. En 1989, le lauréat est Cyril de La Patellière.

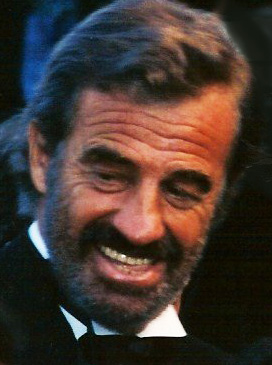
Jean-Paul Belmondo en 1988.

En 1988, Claude Lelouch lui offre le rôle principal d'Itinéraire d'un enfant gâté. Belmondo, ravi d'interpréter un rôle de composition qui lui permet de s'écarter de son image cinématographique habituelle, retrouve avec ce film le succès commercial. Sa prestation lui vaut également d'obtenir le César du meilleur acteur, lors de la 14e cérémonie des César en 1989. Il avait pourtant précisé, dès l'annonce de sa nomination, ne pas être intéressé par le prix, mais l'Académie passe outre en le lui attribuant. Belmondo n'est pas présent à la cérémonie et ne va pas chercher sa récompense, une manière de rappeler que, comme au début de sa carrière lors du concours d'entrée à la Comédie française, le public est le seul jury qui puisse lui accorder des distinctions. De plus Belmondo n'a jamais pardonné au sculpteur César, qui a donné son nom à cette récompense du cinéma, d'avoir vivement critiqué le travail de son père Paul Belmondo. Il trouvait de plus les statuettes de César sans intérêt.
Jean-Paul Belmondo s'éloigne ensuite du cinéma pour plusieurs années : il retrouve Robert Hossein pour une mise en scène de Cyrano de Bergerac d'Edmond Rostand. Le spectacle, joué à partir de février 1989 (peu avant la sortie du film tiré de la pièce, interprété par Gérard Depardieu), remporte un grand succès — attirant plus de deux cent mille spectateurs — et réalise en 1991 une tournée internationale, allant jusqu'au Japon. À son retour de tournée, Belmondo vend à Canal+ sa maison de production Cerito Films et fait l'acquisition du Théâtre des Variétés, dont il assure la direction.
Il ne revient à l'écran qu'en 1992, pour les besoins de L'Inconnu dans la maison, réalisé par Georges Lautner, puis laisse passer trois ans avant de tourner Les Misérables de Claude Lelouch, libre adaptation du roman de Victor Hugo dont une partie de l'action est transposée au vingtième siècle. Aucun des deux films ne remporte un grand succès public, surtout pour ce qui est du film de Lautner. L'acteur est désormais surtout actif sur les planches, où il est l'interprète de grosses productions théâtrales, comme Tailleur pour dames et La Puce à l'oreille, de Georges Feydeau, mis en scène par Bernard Murat. En 1996, le film Désiré, réalisé par Bernard Murat d'après la pièce de Sacha Guitry, est un échec public, victime notamment d'un circuit de distribution réduit.
En 1998, Patrice Leconte met en scène Jean-Paul Belmondo et Alain Delon dans Une chance sur deux, comédie policière jouant ouvertement sur la nostalgie des anciens films du duo de Borsalino (Belmondo y exécute à nouveau, à 65 ans, une cascade accroché à un hélicoptère). Ce film, où les deux vétérans donnent la réplique à Vanessa Paradis, obtient finalement un score inférieur à celui escompté, dépassant à peine le million d'entrées.

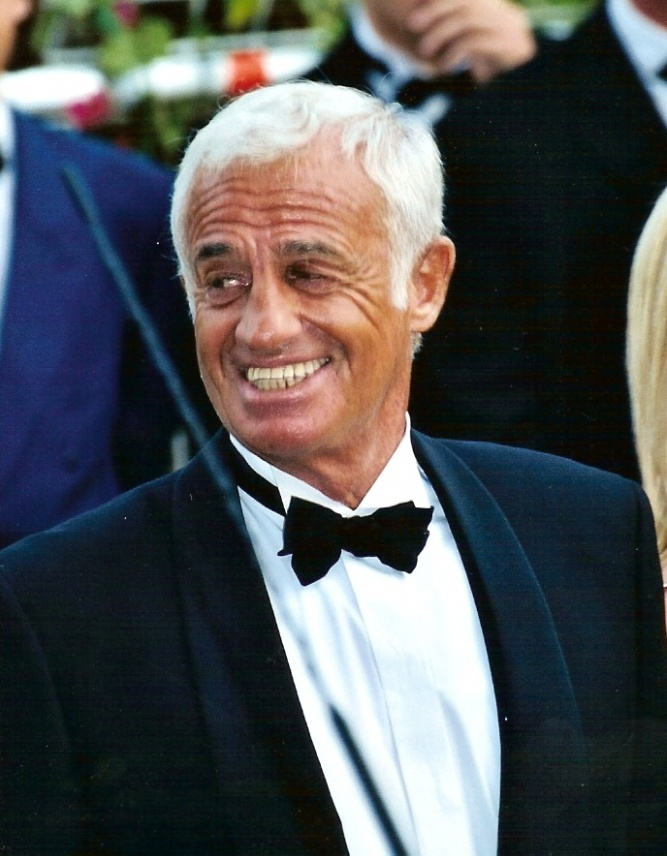
Jean-Paul Belmondo au festival de Cannes 2001, à l'occasion de l'hommage rendu à Gérard Oury.

La même année, Jean-Paul Belmondo interprète sur scène Frédérick ou le boulevard du crime, d'Éric-Emmanuel Schmitt. Il donne également son accord à Cédric Klapisch pour interpréter, aux côtés de Romain Duris, l'un des rôles principaux de Peut-être. Si cette fable de science-fiction ne remporte qu'un succès d'estime, Belmondo apprécie l'expérience du tournage. Fin novembre 1999, Jean-Paul Belmondo est hospitalisé à Brest à l’hôpital de La Cavale blanche, après avoir subi un malaise pendant une représentation de la tournée de Frederick ou le Boulevard du Crime. Il doit ensuite observer un strict repos. À partir de 2000, Jean-Paul Belmondo ne monte plus sur les planches.

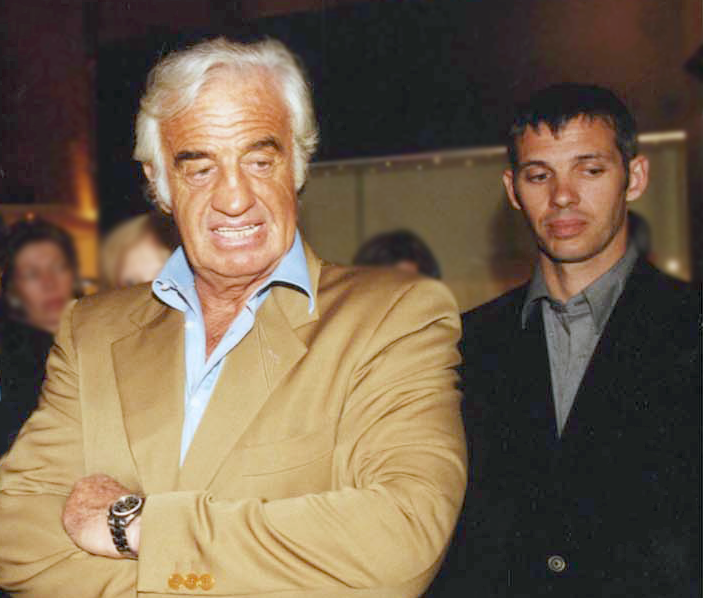
Jean-Paul Belmondo et son fils, en 2000 à Toulouse.

Au cinéma, il fait une apparition dans Les Acteurs, de Bertrand Blier. Amazone, tourné l'année précédente sous la direction de son vieux complice Philippe de Broca, sort à la sauvette en juillet 2000 et se révèle être un désastre commercial. En 2001, il interprète pour la télévision, plus de quarante ans après sa précédente expérience, le rôle-titre du téléfilm L'Aîné des Ferchaux. Belmondo tient le rôle tenu par Charles Vanel dans l'adaptation cinématographique de Jean-Pierre Melville tandis que le rôle tenu en 1963 par Belmondo est interprété par Samy Naceri.

### Derniers films et fin de carrière (2001-2021)

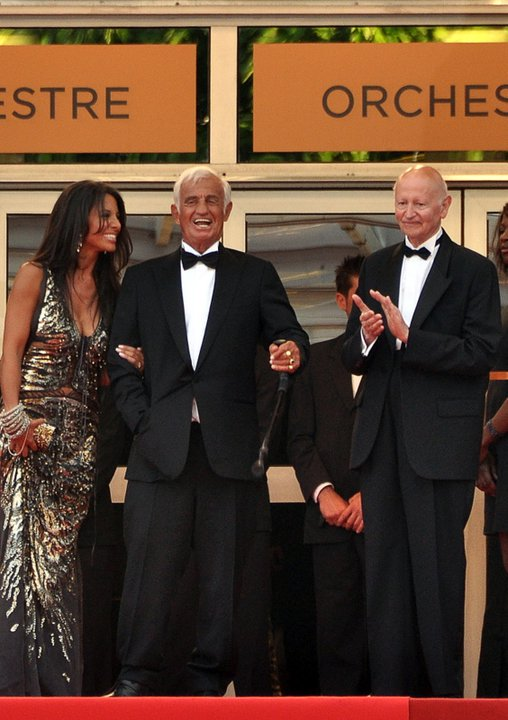
Jean-Paul Belmondo au festival de Cannes 2011, en compagnie de Barbara Gandolfi et de Gilles Jacob.

Le 8 août 2001, un mois avant la diffusion de L'Aîné des Ferchaux, et alors qu'il se trouve en vacances en Corse chez son ami Guy Bedos à Lumio, près de Calvi, Belmondo est victime d'un accident vasculaire cérébral. Il est héliporté d'urgence à l'hôpital de Falconaja à Bastia. Bien que son état soit jugé sérieux (un caillot ayant entraîné notamment une paralysie faciale du côté droit), il est transféré dans la soirée vers l'hôpital Saint-Joseph de Paris. Son accident de santé, qui le tient ensuite éloigné des plateaux comme des planches, est suivi d'une longue rééducation. L'adaptation pour la télévision du roman Le Lion de Joseph Kessel qu'il envisageait de tourner est finalement interprétée par Alain Delon.
En avril 2007, il est promu commandeur dans l'ordre national de la Légion d'honneur.
Il retrouve en 2008, après sept ans d'absence, les plateaux de cinéma pour tourner, sous la direction de Francis Huster, Un homme et son chien. Ce remake de Umberto D. de Vittorio De Sica est un drame dans lequel il incarne un homme qui se retrouve du jour au lendemain à la rue. Le film ne rencontre pas un succès public.
En 2011, lors du festival de Cannes, il reçoit une Palme d'honneur pour l'ensemble de sa carrière. Il apparaît au festival accompagné de Barbara Gandolfi. Un documentaire lui est consacré à cette occasion, Belmondo, itinéraire..., avec une diffusion simultanée sur France 2 et sur la Croisette.
Le 19 juin 2012, à Bruxelles, c'est pour l'ensemble de sa carrière qu'il reçoit la médaille de chevalier de l'ordre de Léopold en même temps qu'un Coq de Cristal.
Claude Lelouch annonce en juillet 2012 le retour de l'acteur dans son prochain film Les Bandits manchots, projet qui n'a pas abouti.

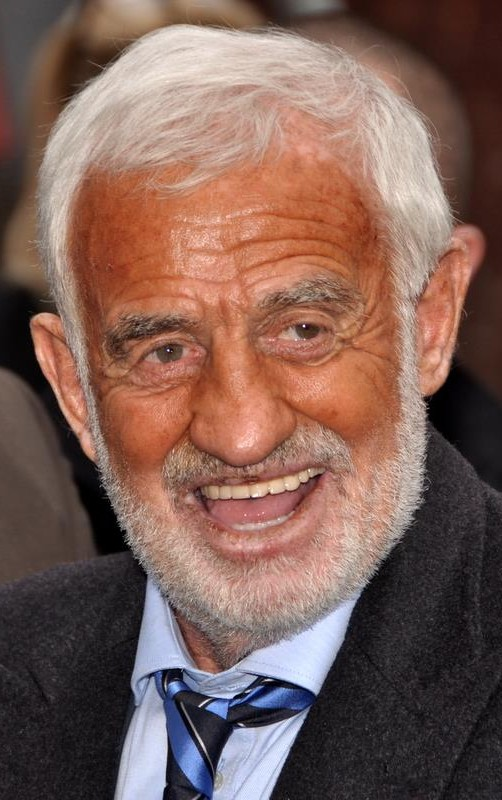
Jean-Paul Belmondo en 2013, à l'enregistrement de l'émission Vivement dimanche réalisée à l'occasion de son 80e anniversaire.

Le 14 octobre 2013, un hommage est rendu à l'acteur lors de l'ouverture du cinquième Festival Lumière de Lyon, avec la projection du film Un singe en hiver. L'acteur, accompagné de son fils Paul, est ovationné par environ quatre mille cinq cents spectateurs ainsi que par les invités comme Quentin Tarantino, Jean Rochefort, Pierre Richard, Jean-Pierre Marielle, Charles Gérard, Bertrand Tavernier.
Le 9 février 2015, Jean-Paul Belmondo annonce sur RTL sa retraite définitive du cinéma et du théâtre. En avril de la même année, à l'occasion de ses 82 ans, il revient sur cette déclaration et confie au Parisien qu'il aimerait bien rejouer. En octobre 2015, il apparaît à nouveau en public lors de la soirée d'ouverture du Festival Lumière.
Lors de la Mostra de Venise 2016, il se voit remettre des mains de la comédienne Sophie Marceau le Lion d'or pour la carrière. Le réalisateur polonais Jerzy Skolimowski est également récompensé. En février 2017, lors de la 42e cérémonie des César, un hommage est rendu par l'Académie des César à Jean-Paul Belmondo pour l'ensemble de sa carrière sous forme de montage vidéo rétrospectif.
Dans ses dernières années, le projet d'un nouveau retour sur les plateaux de cinéma est évoqué, sans aucun aboutissement. En 2017, Fabien Onteniente annonce Coup de chapeau, où l'acteur incarnerait un père enlevé de sa maison de retraite par ses deux enfants pour un dernier voyage entre Paris et l'Italie. Très avancé, le film est retardé puis annulé, n'ayant pas trouvé de distributeur, ni pu boucler le budget. Claude Lelouch annonce diverses idées au cours des années 2010, notamment en 2018, après sa suite à Un homme et une femme, une suite à Itinéraire d'un enfant gâté intitulée Itinéraire de deux enfants gâtés et pour laquelle Belmondo et Richard Anconina donnent leur accord. Lelouch envisage aussi de réunir Brigitte Bardot et Belmondo dans un même film, pour s'offrir le retour de deux icônes au cinéma.
Le 14 juillet 2019, il est élevé à la dignité de grand officier dans l'ordre national de la Légion d'honneur.
Le 19 septembre 2019 meurt l'acteur Charles Gérard, dont il est très proche depuis leur rencontre en 1948 dans une salle de boxe, et leur passion commune pour le sport. Il lui rend hommage en ces termes : « Notre amitié sans faille était prioritaire sur les plateaux de tournage. J’aimais le sentir à mes côtés dans Flic ou voyou et tant d’autres films. Oui, il était mon meilleur ami. Le plus important, celui de ma jeunesse. En un mot, il était mon pote ».

### Mort, hommage national et obsèques

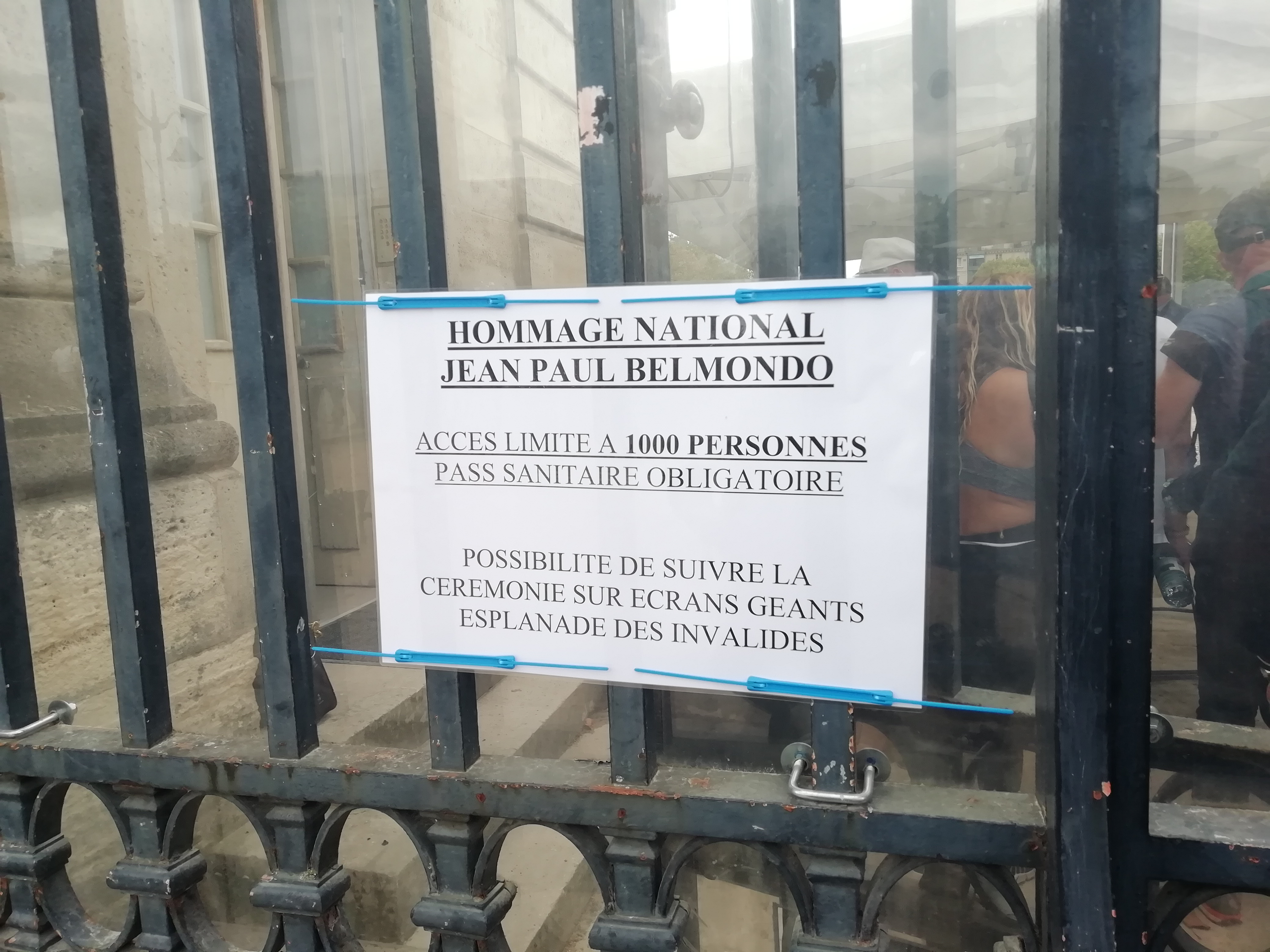
Panneau annonçant le protocole des obsèques de Jean-Paul Belmondo, à l'Hôtel des Invalides.

Jean-Paul Belmondo meurt le 6 septembre 2021 à son domicile situé au 39, quai d'Orsay dans le 7e arrondissement de Paris, à l'âge de 88 ans,.

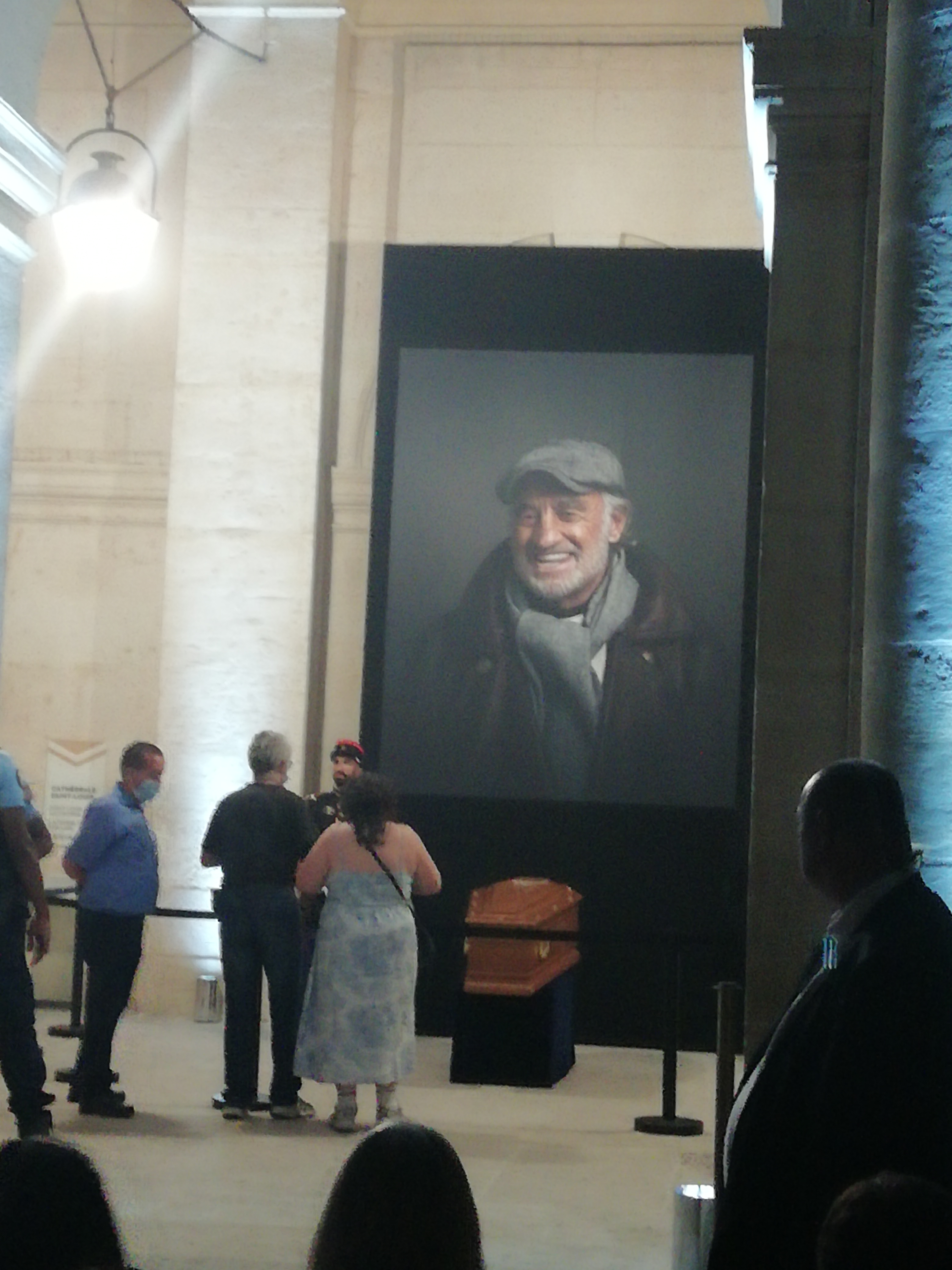
Cercueil de Jean-Paul Belmondo à l'entrée de l'église Saint-Louis-des-Invalides.

Dans les heures qui suivent cette annonce, plusieurs personnalités du monde politique et du spectacle lui rendent un hommage. Le président de la République, Emmanuel Macron, rend hommage à l'acteur à travers ces mots : « Il restera à jamais le Magnifique. Jean-Paul Belmondo était un trésor national, tout en panache et en éclats de rire, le verbe haut et le corps leste, héros sublime et figure familière, infatigable casse-cou et magicien des mots. En lui, nous nous retrouvions tous. »,. Le soir même de sa mort, plusieurs chaînes de télévision bouleversent leur programme afin de diffuser des films dans lesquels Jean-Paul Belmondo a joué au cours de sa carrière. Le lendemain, la mort de Jean-Paul Belmondo fait la une de la presse européenne et internationale,,,,,.
Un hommage national lui est rendu le 9 septembre dans la cour des Invalides en présence de personnalités politiques (une dizaine de ministres, l'ancien président François Hollande, l'ancien Premier ministre Jean-Pierre Raffarin) et du monde du spectacle (entre autres Jean Dujardin, Bob Sinclar, Guillaume Canet et Marion Cotillard, Michel Drucker, Vladimir Cosma, Richard Anconina, Gilles Lellouche...), d'un millier d'anonymes, et du président de la République, Emmanuel Macron, qui prononce son éloge funèbre. Quand son cercueil est repris pour se diriger aux Invalides, l'orchestre militaire interprète La Marseillaise et Chi Mai (thème du film Le Professionnel, composé par Ennio Morricone, dans lequel Jean-Paul Belmondo a joué). Le soir même, son cercueil est exposé aux Invalides pour que le public puisse venir lui rendre hommage. Des milliers de Français défilent devant le catafalque.
Le lendemain, ses obsèques se déroulent à l'église Saint-Germain-des-Prés en présence des proches et de la famille. La présence d'autres grandes personnalités du cinéma français est remarquée, telle que celles d'Alain Delon, de Pierre Richard ou de Claude Lelouch. Après une multitude d'hommages et une cérémonie religieuse, le cercueil de Jean-Paul Belmondo est crématisé dans l'intimité au crématorium du cimetière du Père-Lachaise. Ses cendres sont par la suite dispersées dans le jardin de sa maison d'enfance à Piriac-sur-Mer, en Loire-Atlantique.

## Vie privée
Le 17 janvier 1959, dans le 14e arrondissement de Paris, il épouse Renée Constant, dite Élodie Constantin (1934-2024), sa compagne depuis plusieurs années. Le couple a trois enfants : Patricia, née en 1953, devient scripte. Elle meurt le 31 octobre 1993, dans l'incendie de son appartement parisien (le soir-même, Jean-Paul Belmondo joue au théâtre Tailleur pour dames) ; Florence, née en 1960, aura trois enfants : Annabelle (1988), Christopher (1993) et Nicolas (1997) ; Paul, né en 1963, sera pilote automobile et aura trois enfants : Alessandro (1991), Victor (1993) et Giacomo (1998).
Le couple se sépare en 1965 puis divorce officiellement en 1968. Élodie Constantin est décédée le 13 septembre 2024, à l'âge de 90 ans.
L'acteur vit une histoire d'amour de 1965 à 1972 avec Ursula Andress chez qui il vit à Los Angeles puis avec l'actrice italienne Laura Antonelli les huit années suivantes.
Dans les années 1980, il est en couple avec l'actrice brésilienne Maria Carlos Sotto Mayor.

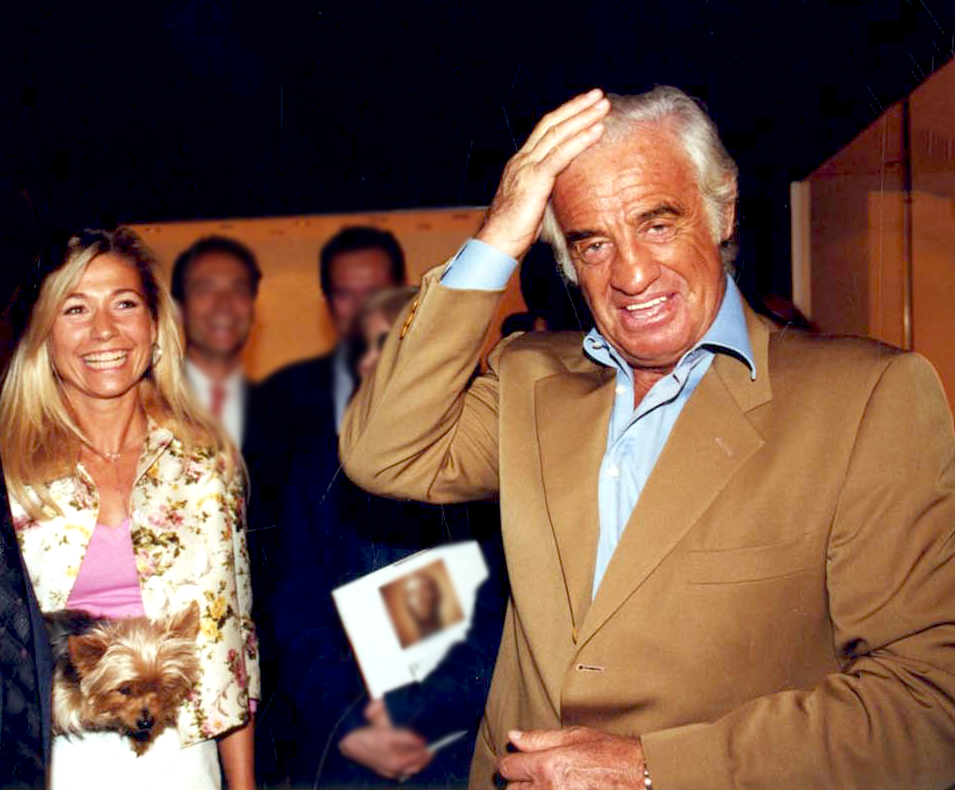
Belmondo et sa compagne Natty Tardivel en 2000, à Toulouse.

Le 29 décembre 2002, il épouse à la mairie du 6e arrondissement de Paris sa compagne Natty, une ancienne coco-girl de Stéphane Collaro, qu'il a rencontrée en 1989 et qui partageait sa vie depuis treize ans. Michel Drucker est l'un des témoins de ce mariage. Parmi les invités, on peut citer Claude Lelouch, Francis Huster, Bernard-Henri Lévy, Robert Hossein, Jean Rochefort, Jean-Claude Brialy et Jean-Pierre Marielle. Le 13 août 2003, à 70 ans, Jean-Paul Belmondo est père pour la quatrième fois d'une petite fille, Stella.
Il se sépare en 2008 de sa femme Natty et vit ensuite avec Barbara Gandolfi, femme d'affaires belge et ex-mannequin, ayant notamment à son actif une participation à la version flamande de L'Île de la tentation ainsi que les couvertures de Playboy et de P Magazine. La vie privée de l'acteur et les activités de sa nouvelle compagne suscitent l'intérêt de certains médias et entraînent des tensions au sein de sa famille. Fin juin 2010, Barbara Gandolfi est accusée dans la presse de profiter de Jean-Paul Belmondo par abus de faiblesse et escroquerie,. Le 1er octobre 2012, Jean-Paul Belmondo annonce qu’il se sépare de sa compagne Barbara Gandolfi.
En 2020, Gala dévoile que Jean-Paul Belmondo serait de nouveau en couple avec Maria Carlos Sotto Mayor depuis plus d'un an. Alors que Carlos Sotto Mayor publie un livre sur leur relation en septembre 2021, deux semaines seulement après sa mort, la famille Belmondo et son avocat l'accusent de n'être revenue soudainement dans sa vie qu'au printemps 2020, profitant de lui pour faire son retour médiatique, disparaissant tout aussi soudainement sans donner de nouvelles au printemps 2021.
Trois ans après la mort de Jean-Paul Belmondo, ses enfants se disputent une succession évaluée à plus de 100 millions d’euros. En 2023, Stella Belmondo a lancé une procédure contre sa sœur Florence, l'accusant de donations déguisées qui auraient dû être déduites de sa part d'héritage. Ce premier recours a été rejeté, et Stella a été condamnée à verser 3 000 euros à Florence. Plus récemment, les deux sœurs ont accusé leur frère Paul Belmondo de "recel successoral", affirmant qu’il aurait accaparé une partie du patrimoine, incluant une villa à Antigua et des actions de Cerito Films, la société de production de leur père. Le conflit a révélé des tensions au sein de la famille Belmondo, autrefois perçue comme unie autour de valeurs familiales fortes, et laisse présager une longue bataille juridique.

## Théâtre
- 1950 : La Belle au bois dormant de Charles Perrault
- 1950 : La Petite Hutte d'André Roussin, mise en scène Jean-Paul Belmondo et Guy Bedos
- 1951 : Mon ami le cambrioleur d'André Haguet, mise en scène Jean-Paul Belmondo et Guy Bedos, tournée d'été
- 1952 : Gloriana sera vengée de Jean Toury d'après Cyril Tourneur, mise en scène Jean Vernier, théâtre de la Huchette
- 1953 : Zamore de Georges Neveux, mise en scène André Barsacq, théâtre de l'Atelier
- 1953 : Médée de Jean Anouilh, mise en scène André Barsacq, théâtre de l'Atelier
- 1953 : La Jalousie du Barbouillé de Molière et Le Mariage forcé de Molière et Lully, mise en scène Georges Le Roy, théâtre du Conservatoire
- 1953 : La Reine blanche de Pierre Barillet et Jean-Pierre Gredy, mise en scène Jean Meyer, théâtre Michel
- 1953 : La locandiera de Carlo Goldoni
- 1954 : Les Boulingrin de Georges Courteline
- 1954 : Le Malade imaginaire de Molière
- 1954 : L'Avare de Molière
- 1954 : Le commissaire est bon enfant de Georges Courteline, mise en scène Michel Galabru
- 1954 : George Dandin ou le Mari confondu de Molière, mise en scène Michel Galabru
- 1954 : Crinolines et guillotine d'Henry Monnier, mise en scène Christine Tsingos, théâtre de la Gaîté-Montparnasse
- 1954 : Andalousie opérette d'Albert Willemetz et Raymond Vincy, musique Francis Lopez, théâtre de la Gaîté-Lyrique
- 1954 : Les Précieuses ridicules de Molière, mise en scène Michel Galabru
- 1954 : Le Médecin malgré lui de Molière, mise en scène Michel Galabru
- 1954 : Les Plaideurs de Racine, mise en scène Georges Le Roy, théâtre du Petit Marigny
- 1954 : Port-Royal d'Henry de Montherlant, mise en scène Jean Meyer, Comédie-Française, élève du Conservatoire
- 1955 : Fantasio d'Alfred de Musset, mise en scène Julien Bertheau, Comédie-Française, élève du conservatoire
- 1955 : L'Annonce faite à Marie de Paul Claudel, mise en scène Julien Bertheau, Comédie-Française, élève du conservatoire
- 1956 : L'Hôtel du libre échange de Georges Feydeau, mise en scène Jean-Pierre Grenier, avec la Compagnie Grenier-Hussenot, théâtre Marigny
- 1957 : César et Cléopâtre[73] de George Bernard Shaw, mise en scène Jean Le Poulain, théâtre Sarah-Bernhardt
- 1957 : La Mégère apprivoisée de William Shakespeare, mise en scène Georges Vitaly, théâtre de l'Athénée
- 1958 : Oscar de Claude Magnier, mise en scène Jacques Mauclair, théâtre de l'Athénée
- 1959 : Trésor party de Bernard Régnier, d'après le roman Money in the bank (Valeurs en coffre) publié en 1946 par Wodehouse, mise en scène Christian-Gérard, théâtre La Bruyère
- 1987 : Kean de Jean-Paul Sartre d'après Alexandre Dumas, mise en scène Robert Hossein, théâtre Marigny
- 1989-1990 : Cyrano de Bergerac d'Edmond Rostand, mise en scène Robert Hossein, théâtre Marigny
- 1993 : Tailleur pour dames de Georges Feydeau, mise en scène Bernard Murat, théâtre de Paris
- 1996-1997 : La Puce à l'oreille de Georges Feydeau, mise en scène Bernard Murat, théâtre des Variétés
- 1998-1999 : Frédérick ou le Boulevard du Crime d'Éric-Emmanuel Schmitt, mise en scène Bernard Murat, théâtre Marigny puis tournée

## Filmographie

### Cinéma

#### Longs métrages

##### Années 1950
- 1957 : Les Copains du dimanche de Henri Aisner : Trebois
- 1957 : À pied, à cheval et en voiture de Maurice Delbez : Venin
- 1958 : Sois belle et tais-toi de Marc Allégret : Pierrot
- 1958 : Les Tricheurs de Marcel Carné : Lou
- 1958 : Un drôle de dimanche de Marc Allégret : Patrick le trompettiste, fiancé de Caroline
- 1959 : Mademoiselle Ange (Ein Engel auf Erden) de Géza von Radványi : Michel Barrot
- 1959 : À double tour de Claude Chabrol : Laszlo Kovacs

##### Années 1960
- 1960 : À bout de souffle de Jean-Luc Godard : Michel Poiccard alias Laszlo Kovacs
- 1960 : Classe tous risques de Claude Sautet : Eric Stark
- 1960 : Moderato cantabile de Peter Brook : Chauvin
- 1960 : La Française et l'Amour d'Henri Verneuil : Gilles (sketch L'Adultère)
- 1960 : Les Distractions de Jacques Dupont : Paul Frapier
- 1960 : La ciociara de Vittorio De Sica : Michel de Libero
- 1960 : La Novice (Lettere di una novizia) d'Alberto Lattuada : Giuliano Verdi
- 1961 : Le Mauvais Chemin (La viaccia) de Mauro Bolognini : Amerigo Casamonti
- 1961 : Léon Morin, prêtre de Jean-Pierre Melville : Léon Morin
- 1961 : Une femme est une femme de Jean-Luc Godard : Alfred Lubitsch
- 1961 : Les Amours célèbres de Michel Boisrond : Lauzun (film à sketches)
- 1961 : Scandale sur la Riviera (Riviera-Story) de Wolfgang Becker : Le pilote de course
- 1961 : Un nommé La Rocca de Jean Becker : Roberto La Rocca
- 1962 : Le Doulos de Jean-Pierre Melville : Silien
- 1962 : Cartouche de Philippe de Broca : Louis Dominique Cartouche
- 1962 : Un singe en hiver d'Henri Verneuil : Gabriel Fouquet
- 1962 : Le Jour le plus court (Il giorno più corto) de Sergio Corbucci : Erede Siciliano
- 1963 : La Mer à boire (Mare matto) de Renato Castellani : il Livornese
- 1963 : Peau de banane de Marcel Ophüls : Michel
- 1963 : Dragées au poivre de Jacques Baratier : Raymond
- 1963 : L'Aîné des Ferchaux de Jean-Pierre Melville : Michel Maudet
- 1964 : Les Don Juan de la Côte d'Azur (I Don Giovanni della Costa Azzurra) de Vittorio Sala : lui-même
- 1964 : L'Homme de Rio de Philippe de Broca : Adrien Dufourquet
- 1964 : Cent Mille Dollars au soleil d'Henri Verneuil : Rocco
- 1964 : Échappement libre de Jean Becker : David Ladislas
- 1964 : La Chasse à l'homme d'Édouard Molinaro : Fernand
- 1964 : Week-end à Zuydcoote d'Henri Verneuil : Julien Maillat
- 1965 : Par un beau matin d'été de Jacques Deray : Francis
- 1965 : Pierrot le Fou de Jean-Luc Godard : Ferdinand Griffon, dit Pierrot
- 1965 : Les Tribulations d'un Chinois en Chine de Philippe de Broca : Arthur Lempereur
- 1966 : Tendre Voyou de Jean Becker : Tony Maréchal
- 1966 : Paris brûle-t-il ? de René Clément : Pierrelot / Yvon Morandat
- 1967 : Casino Royale de Val Guest et John Huston : le légionnaire français (brève apparition)
- 1967 : Le Voleur de Louis Malle : Georges Randal
- 1968 : Le Démoniaque de René Gainville : lui-même
- 1968 : Ho ! de Robert Enrico : François Holin, dit Ho
- 1969 : Le Cerveau de Gérard Oury : Arthur Lespinasse
- 1969 : La Sirène du Mississipi de François Truffaut : Louis Mahé
- 1969 : Un homme qui me plaît de Claude Lelouch : Henri

##### Années 1970
- 1970 : Borsalino de Jacques Deray : François Capella
- 1971 : Les Mariés de l'an II de Jean-Paul Rappeneau : Nicolas Philibert
- 1971 : Le Casse d'Henri Verneuil : Azad
- 1972 : Docteur Popaul de Claude Chabrol : docteur Paul Simay
- 1972 : La Scoumoune de José Giovanni : Roberto Borgo
- 1972 : L'Héritier de Philippe Labro : Bart Cordell
- 1973 : Le Magnifique de Philippe de Broca : François Merlin / Bob Saint-Clar
- 1974 : Stavisky... d'Alain Resnais : Serge Alexandre Stavisky
- 1975 : Peur sur la ville d'Henri Verneuil : commissaire Jean Letellier
- 1975 : L'Incorrigible de Philippe de Broca : Victor Vauthier
- 1976 : L'Alpagueur de Philippe Labro : Roger Pilard, dit l'Alpagueur
- 1976 : Le Corps de mon ennemi d'Henri Verneuil : François Leclercq
- 1977 : L'Animal de Claude Zidi : Mike Gaucher et Bruno Ferrari
- 1979 : Flic ou Voyou de Georges Lautner : Antonio Cerruti, alias le commissaire Stanislas Borrowitz

##### Années 1980
- 1980 : Le Guignolo de Georges Lautner : Alexandre Dupré
- 1981 : Le Professionnel de Georges Lautner : Josselin Beaumont dit Joss
- 1982 : L'As des as de Gérard Oury : Jo Cavalier
- 1983 : Le Marginal de Jacques Deray : le commissaire Philippe Jordan
- 1984 : Les Morfalous d'Henri Verneuil : le sergent Pierre Augagneur
- 1984 : Joyeuses Pâques de Georges Lautner : Stéphane Margelle
- 1985 : Hold-up d'Alexandre Arcady : Grimm
- 1987 : Le Solitaire de Jacques Deray : le commissaire Stan Jalard
- 1988 : Itinéraire d'un enfant gâté de Claude Lelouch : Sam Lion

##### Années 1990
- 1992 : L'Inconnu dans la maison de Georges Lautner : Jacques Loursat
- 1995 : Les Cent et Une Nuits de Simon Cinéma d'Agnès Varda : Professeur Bébel
- 1995 : Les Misérables de Claude Lelouch : Henri Fortin / Jean Valjean
- 1996 : Désiré de Bernard Murat : Désiré
- 1998 : Une chance sur deux de Patrice Leconte : Léo Brassac
- 1999 : Peut-être de Cédric Klapisch : Ako

##### Années 2000
- 2000 : Les Acteurs de Bertrand Blier : lui-même
- 2000 : Amazone de Philippe de Broca : Édouard
- 2008 : Un homme et son chien de Francis Huster : Charles

#### Courts métrages
- 1956 : Molière de Norbert Tildian : La Merluche
- 1958 : Charlotte et son jules (court métrage sorti en 1961)[74] de Jean-Luc Godard : Jean
- 1961 : Chasse aux vedettes de Camille Chatelot : apparition
- 1974 : T'es fou Marcel... de Jean Rochefort : lui-même
- 1980 : Balles de débutants d'Adolphe Drey : lui-même
- 1986 : Les Pros de Florence Moncorgé-Gabin : lui-même

### Télévision
- 1959 : Les Trois Mousquetaires (téléfilm) de Claude Barma : D'Artagnan
- 2001 : L'Aîné des Ferchaux (téléfilm) de Bernard Stora : Paul Ferchaux

### Documentaires

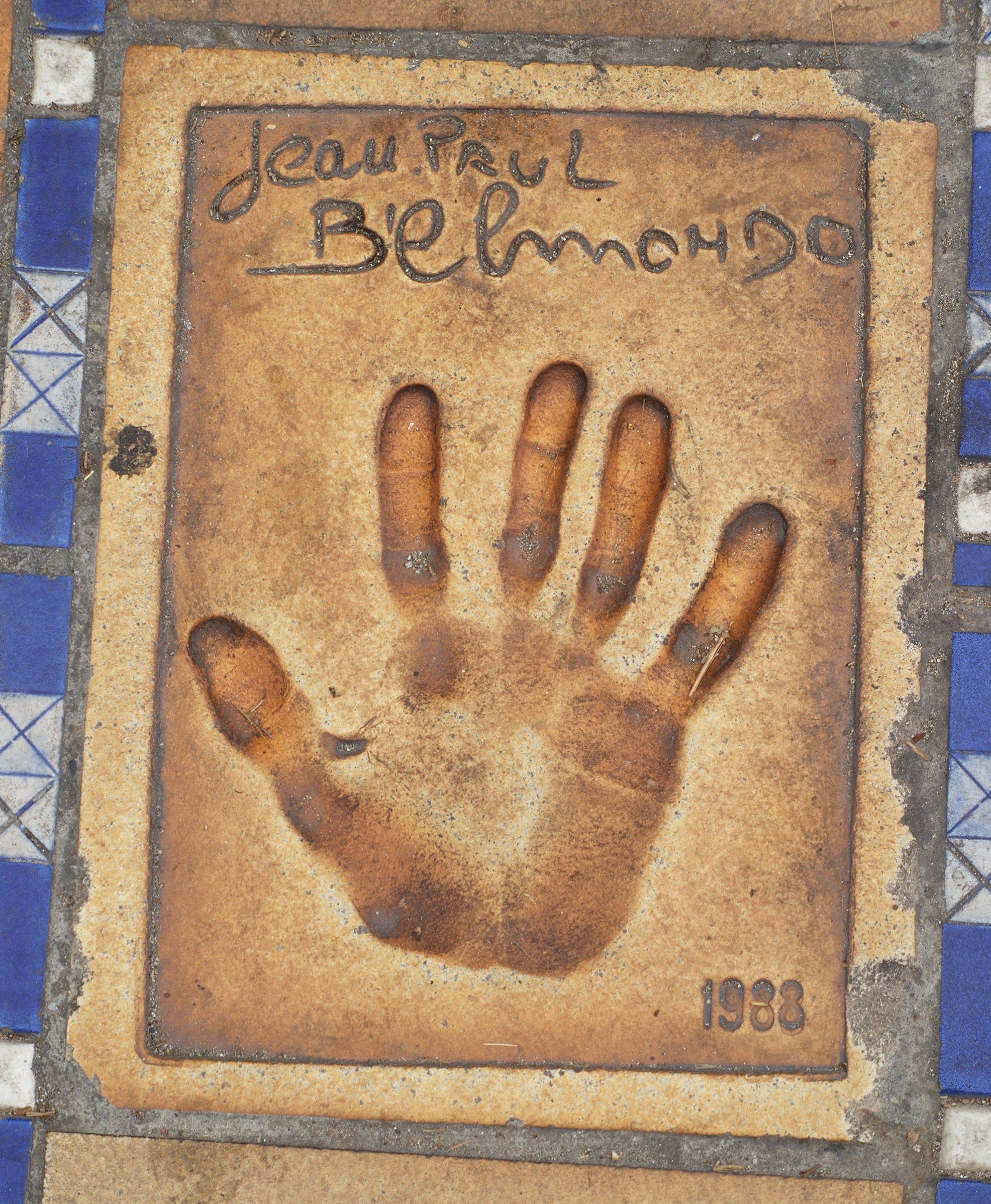
Empreinte de la main de Jean-Paul Belmondo sur le trottoir en face du Palais des festivals et des congrès de Cannes.

- 1962 : Un cœur gros comme ça de François Reichenbach : lui-même
- 1965 : Jean-Paul Belmondo (court métrage documentaire) de Claude Lelouch
- 1966 : La Bande à Bebel (court métrage documentaire) de Charles Gérard : lui-même
- 1967 : Portrait de Belmondo (court métrage documentaire) de Charles Gérard : témoignages
- 1969 : Dieu a choisi Paris de Gilbert Prouteau et Philippe Arthuys : lui-même, commentaires
- 1986 : Les Pros documentaire de Florence Moncorgé-Gabin : témoignages
- 1990 : Ne m'oubliez pas : Hommage à Bernard Blier de Mathias Ledoux : témoignages
- 1993 : Chambre 12, Hôtel de Suède (téléfilm documentaire) de Claude Ventura et Xavier Villetard : lui-même
- 1996 : Belmondo, le magnifique de Patrick Chammings : apparition
- 2001 : Gabin, gueule d'amour de Michel Viotte : témoignages
- 2011 : Belmondo, itinéraire… de Vincent Perrot et Jean-François Domenech : témoignages
- 2011 : Belmondo : il était une fois le beau monde, documentaire de Frédéric Chaudier, et Frédéric Zamochnikoff
- 2015 : Belmondo, le magnifique de Bruno Sevaistre, diffusé sur Arte
- 2016 : Belmondo par Belmondo[75], documentaire de Paul Belmondo diffusé sur TF1 le 3 janvier 2016 et le 6 septembre 2021.
- 2017 : Belmondo ou le Goût du risque de Jérôme Wybon
- 2017 : La Folle Histoire de Jean-Paul Belmondo de Gwendoline Chesnais
- 2022 : Belmondo l'incorrigible[76], documentaire de François Lévy-Kuentz diffusé sur France 3 le 5 septembre 2022

## Publications
- Trente ans et vingt-cinq films, suivi des Dix commandements du Belmondisme, Union Générale d'Éditions, Paris, collection Voici- Ceux dont on parle, 1963, 122 p. (ASIN B0014YFSYO)
- Belmondo - 40 ans de carrière, TF1 Éditions, 1996  (ISBN 978-2-87761-133-6)
- Mille vies valent mieux qu'une, Fayard, 2016, 312 p.  (ISBN 978-2-25318-008-1)
- Belmondo par Belmondo, Fayard, 2016, 304 p.  (ISBN 978-2-21370-096-0)

## Distinctions

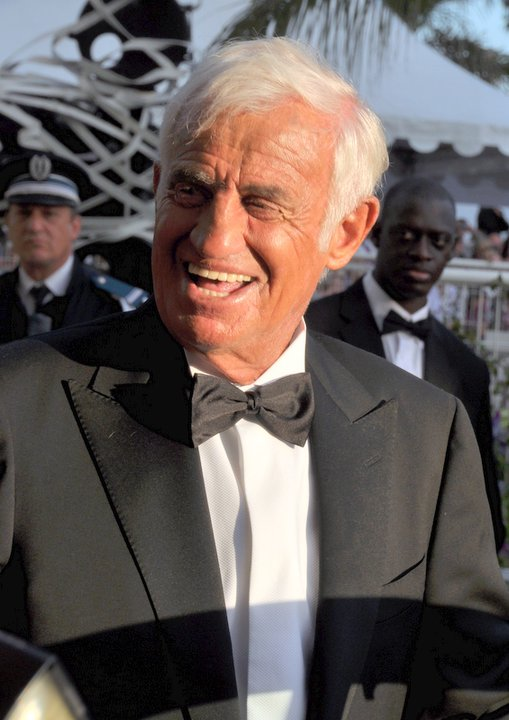
Jean-Paul Belmondo au Festival de Cannes 2011, lors de la remise de sa Palme d'honneur.

### Décorations

#### France
- Grand officier de la Légion d'honneur (2019)[78] ; commandeur (2007)[79] ; officier (1991) ; chevalier (1980)
- Grand officier de l'ordre national du Mérite (2017)[80] ; commandeur (1994)[81] ; officier (1986) ; chevalier (1978)
- Commandeur de l'ordre des Arts et des Lettres (2006)[82] ; officier (1988)[83] ; chevalier (date inconnue)

#### Belgique
- Chevalier de l'ordre de Léopold (2012)[84]

### Récompenses
- Prix Citron 1972[85]
- Prix du Brigadier 1987 pour Kean
- César 1989 : César du meilleur acteur pour Itinéraire d'un enfant gâté (prix refusé[GD 44])
- Prix Coq de la Communauté française de Belgique 2012 spécial. L'acteur oublie ensuite le trophée dans les coulisses du Palais des Beaux-Arts[86]

### Nominations
- BAFTA 1963 : BAFTA du meilleur acteur pour Léon Morin, prêtre
- BAFTA 1967 : BAFTA du meilleur acteur pour Pierrot le Fou

### Hommages
- Festival de Cannes 2011 : Palme d'honneur[87]
- Mostra de Venise 2016 : Lion d'or pour la carrière
- César 2017 : Hommage de l'académie des César pour l'ensemble de sa carrière
- Gants d'or de boxe 2019 : Gant d'or d'honneur, lors de la cérémonie des Gants d'or de boxe à Bruxelles
- César 2022 : Hommage de l'académie des César pour l'ensemble de sa carrière

### Odonymie
Le 12 avril 2023 est inaugurée la promenade Jean-Paul-Belmondo, le terre-plein central du pont de Bir-Hakeim qui relie les 15° et 16° arrondissements de Paris. Le choix du lieu fait référence à une scène du film emblématique « Peur sur la ville » (1975), dans laquelle le comédien a effectué une cascade spectaculaire sur le toit du métro aérien surplombant le pont de Bir-Hakeim.
Une rue Jean-Paul Belmondo est créée à Chantepie.